# Grasse
Grasse (Provençal Occitan: Grassa/Grasso) là một xã ở tỉnh Alpes-Maritimes, vùng Provence-Alpes-Côte d’Azur ở đông nam nước Pháp. Từ thế kỷ XVII, thành phố Grasse đã được xem là kinh đô nước hoa của thế giới.

### Vị trí địa lý và diện mạo
Grasse là một thành phố quan trọng thuộc vùng trung du của vùng Côte d’Azur, nằm ở phía tây của tỉnh Alpes-Maritimes và cách thành phố Cannes 12 km về phía bắc. Khoảng cách đường chim bay đến tỉnh lỵ Nice là 29 km theo hướng 79°, và đến thủ đô Paris là 677 km theo hướng 330°6. Diện tích là 4.444 ha (44,44 km²) bao gồm nhiều vùng dự trữ rừng quan trọng. Lãnh thổ xã Grasse trải rộng trên một vùng rộng lớn và có cách biệt lớn về độ cao: từ dưới 100 m đến trên 1.000 m với độ cao trung bình là 333 m.
Nhà ở cũ (từ thế kỷ XVII và XVIII) tập trung chủ yếu tại trung tâm đô thị là dạng nhà nhiều tầng chen chúc trong những con hẻm nhỏ hẹp và thiếu ánh sáng, cùng tồn tại với những biệt thự và dinh thự tư nhân thuộc thế kỷ  XIX, là vết tích của những du khách đầu tiên đến thành phố, và những căn nhà hiện đại mọc lên ở các thôn xóm vùng ngoại ô, dấu hiệu của tăng trưởng dân số.

### Khí hậu
Khí hậu địa trung hải và vùng vi khí hậu của Grasse khiến cho vùng đất này có nhiệt độ ôn hòa, từ đó trở thành nơi nghỉ dưỡng và trồng hoa trù phú. Mùa hè thường nóng, với nhiệt độ luôn vượt 25 °C, có khi là 30 °C. Mức nóng kỷ lục ở Grasse là 41,2 °C vào ngày 17 tháng 8 năm 1932. Mùa đông thường dịu và khô, có tuyết ở độ cao trên 500 m; tuyết rơi toàn thành phố chỉ thỉnh thoảng xảy ra và trong thời gian ngắn, nhất là vào tháng hai.
Lượng mưa giữa mùa thường nhiều và dữ dội, khiến việc thoát nước có khó khăn trong khu phố cổ do hạ tầng cũ kỹ và không phù hợp, và trên các dòng sông như Grand-Vallon hoặc kênh Siagne. Các năm 1994, 1996 và 2002 đã xảy ra lũ lụt nghiêm trọng: trên lãnh thổ xã Grasse có 40 ha đất bị ngập lụt tại thôn Plan de Grasse.
| Tháng                             | T1   | T2   | T3   | T4   | T5   | T6   | T7   | T8   | T9   | T10  | T11  | T12  |
| Nhiệt độ bình quân thấp nhất (°C) | 2,9  | 3,4  | 5,1  | 7,2  | 10,7 | 14   | 16,7 | 16,7 | 14,3 | 10,6 | 6,3  | 3,7  |
| Nhiệt độ bình quân cao nhất (°C)  | 12,2 | 12,9 | 14,8 | 17,4 | 20,9 | 24,6 | 28,1 | 28,1 | 24,9 | 20,4 | 15,5 | 12,9 |

Nguồn: Tài liệu lưu trữ 1948/1999

### Giao thông
Bằng đường bộ, Grasse được nối với xa lộ A8 bởi trục lộ Cannes-Grasse. Những cửa ngõ ít quan trọng hơn gồm có: tỉnh lộ D2085 nối với Nice, tỉnh lộ D562 và D2562 đi Draguignan, và tỉnh lộ D109 và D209 đi Mandelieu-la-Napoule. Từ Grenoble có thể đến Grasse qua con đường Napoléon (quốc lộ 85), là hành trình lịch sử mà Napoléon I đã đi qua khi trở về từ Đảo Elbe, trong thời kỳ gọi là ‘Triều đại Một trăm ngày’ (les Cent-Jours).
Cũng có thể đi xe buýt đến Grasse bằng các tuyến thuộc mạng lưới Lignes d'Azur do hội đồng tỉnh điều hành: tuyến xe 500 xuất phát từ Nice, tuyến 610 từ Cannes (đi qua Pégomas) hoặc tuyến 600 (qua Mouans-Sartoux). Ở nội đô và trong phạm vi xứ Grasse, vận chuyển công cộng do nghiệp đoàn liên xã Sillages đảm nhiệm, dưới sự chủ trì của tòa thị chính Grasse.
Vận chuyển đường sắt trong vùng trước đây khá phát triển, nhưng bị hủy hoại nhiều trong Thế chiến thứ hai. Nhà ga thành phố Grasse, đóng cửa từ năm 1944, đã được Công ty Quốc gia Đường sắt Pháp SNCF khôi phục và mở cửa đón khách trở lại ngày 26/03/2005. Hiện nay có tàu nhanh nội vùng (TER, transport express régional) chạy mỗi giờ. Do đường bộ nội đô (tổng cộng là 200 km) khá hẹp và có địa hình thay đổi liên tục nên không có đường riêng cho xe đạp, mặc dù đã xuất hiện những năm gần đây trên những trục lộ chính.

### Dân số
Năm 2015, địa bàn xã Grasse bao gồm 50.937 nhân khẩu, giảm 0,19 % so với 2010. Mật độ dân số là 1.146 người/km². Thành phố có 48,6 % đàn ông và 51,4 % đàn bà. Dân số tăng trưởng mạnh từ cuối thế kỷ XIX do tính ôn hòa đặc biệt của khí hậu đã thu hút người từ các nơi khác, nhất là từ những địa điểm nghỉ dưỡng vùng Côte d’Azur và Cannes, trong số này phải kể người nhập cư, người về hưu và người già: thành phần người trên 75 tuổi tại Grasse là 7,8 %, so với 9,3 % của cả nước.

### Giáo dục
Trên địa bàn Thành phố Grasse có 37 cơ sở trường học: 27 trường tiểu học và mẫu giáo, 5 trường trung học cơ sở và 5 trường trung học phổ thông, trong đó nổi trội nhất có trường trung học phổ thông Fénelon, thuộc Học viện Fénelon, một tổ chức giáo dục tư nhân dưới sự điều hành của giáo phận Công giáo Nice; trong kỳ thi tốt nghiệp phổ thông (tú tài) năm 2017, 100% học sinh của trường Fénelon dự thi (169/169 học sinh) đã thi đậu.
Ngoài ra, Học viện Fénelon còn quản lý một khu đại học cũng tại Grasse, đào tạo ở trình độ cao đẳng (tú tài + 2) và cử nhân (tú tài + 3) các ngành quản trị doanh thương và quản lý du lịch và khách sạn.

### Y tế
Trung tâm Bệnh viện Grasse được khánh thành năm 1978 tại Clavary. Năm 2016, 162 bác sĩ và 1.143 nhân viên đã phục vụ 180.000 lượt khám ngoại trú và 28.937 lượt điều trị nội trú. Cơ sở vận hành 543 giường bệnh, có kinh phí đầu tư là 3.6 triệu euro và chi phí khai thác là 102 triệu euro.

### Thể thao
Nhà thể thao liên ngành của thành phố nằm trên đại lộ Provence. Ngoài ra, Grasse còn có 6 nhà tập thể dục (trong số đó 5 thuộc các trường trung học), 5 sân thể thao (trong đó có 2 sân bóng đá), 2 sân gôn, 4 sân quần vợt, 5 sân chơi bi sắt, 2 hồ bơi.
Được thành lập năm 1963, đội Rugby Olympique de Grasse (ROG) là đội chủ lực, hoạt động trong khuôn khổ Giải quán quân 1 liên đoàn Pháp.
Bóng đá có đội Racing Club de Grasse thành lập năm 1950 và giành thành tích các năm 1974 và 1982 trong nội bộ giải bóng đá Pháp. Môn futsal có đội Grasse Futsal Club, ra đời năm 2007, từng là quán quân nước Pháp trong hạng dưới 18 tuổi năm 2010.
Trong hai hồ bơi thì hồ bơi Harjès dài 25 m, có mái che, được sưởi ấm và mở suốt năm, trong khi hồ Altitude 500 dài 50 m theo tiêu chuẩn thế vận hội và chỉ mở vào mùa hè.
Môn triathlon (ba môn phối hợp: bơi lội, đua xe đạp và chạy bộ) khá thịnh hành tại Grasse với câu lạc bộ Triathlon du Pays Grassois.
Các môn võ thuật và võ dưỡng sinh rất phổ biến, như karate, thái cực quyền, taekwondo, judo, aikido, jiu-jitsu, wushu, quyền Anh, bắn súng và đấu kiếm. Grasse cũng có một câu lạc bộ cưỡi ngựa ‘Club Hippique de Grasse’ (thành lập từ năm 1992) và 4 sân quần vợt.
Ở Grasse, người ta vẫn còn chơi môn bóng pelote basque và pelote provençale, là những  môn bóng lâu đời của địa phương miền nam (hai người hoặc hai đội dùng vợt bằng gỗ đánh một quả bóng qua lại trực tiếp hay gián tiếp qua trung gian một bức tường). Môn bóng pelote basque được liệt kê trong số các trò chơi thuộc di sản văn hoá phi vật thể của Pháp.
Các môn cầu lông, bóng rổ, bóng chuyền, bóng bàn, bắn súng, xe đạp, yoga, khiêu vũ, cờ vua và bài tarot cũng nằm trong các chương trình sinh hoạt hoặc thi đấu hàng năm. Ngoài ra, Grasse có tổ chức tám tuyến đi bộ đường dài (circuit de randonnée) ở vùng nông thôn chung quanh thành phố, với cự ly từ 4 đến 10 km.

### Truyền thông
Kiosque là nguyệt san thông tin do toà thị chính Grasse phát hành miễn phí.
Agora FM Association là cơ sở phát thanh có tính chất hội đoàn địa phương, ra đời năm 1982 và phủ sóng vùng Grasse, Cannes, Antibes, Nice và Menton, từ đó mà nay có tên là Agora Côte d’Azur. Cơ sở phát thanh này hợp tác với rất nhiều tổ chức thuộc nhiều lĩnh vực khác nhau, trong đó có RFI (Radio France Internationale).
Thông tin địa phương được đăng tải chủ yếu trên bản tin về Grasse của nhật báo Nice-Matin.

### Kinh tế
Kinh tế tại Grasse dựa chủ yếu vào ngành hương liệu và nước hoa, ngành du lịch và ngành phân phối bán lẻ.
Thời Trung Cổ, Grasse tập trung vào ngành thuộc da. Sản phẩm ngành da của Grasse rất có uy tín và được xuất chủ yếu sang Ý. Do đồ da thường có mùi hôi, một người thuộc da là Galimard có ý tưởng ướp găng tay da bằng hương liệu và đem dâng lên Catherine de Médicis, Hoàng hậu và Nhiếp chính Vương triều Pháp (thế kỷ XVI). Từ đó, ngành hương liệu và nước hoa phát triển tại Grasse. Ngược lại ngành da suy giảm do sự cạnh tranh của thành phố Nice. Song song với việc mở rộng du lịch vùng Riviera của Pháp, nhiều nhà sản xuất nước hoa lâu đời như Fragonard, Molinard, Galimard,... khai thác thành công những nguồn hương liệu đặc sản trong vùng (oải hương [lavande], hoa hồng, mimosa, hoa cam đắng, hoa nhài [jasmin], hoa hương đào [myrte, Myrtus communis]) giúp ngành nước hoa của Grasse phát triển mạnh và nổi tiếng trên thế giới.
Từ những năm 1960 và 1970, nhiều tập đoàn lớn như Chiris và Givaudan, đã tham gia lĩnh vực này và mua lại các xí nghiệp địa phương kiểu gia đình, sau đó chuyển các nhà máy sang những nước khác. Mặt khác, ngành hương liệu tổng hợp từ hoá học cũng bùng nổ, buộc ngành nước hoa của Grasse phải chuyển mình để thích nghi. Ngày nay nước hoa và hương liệu, kể cả hương liệu thực phẩm phát triển từ những năm 1970, vẫn còn là ngành công nghiệp chủ lực của Grasse. Ngành kinh tế này sử dụng 2.700 người và đạt doanh số 600 triệu euro hàng năm. Gần một nửa số thuế của Grasse đến từ ngành này, trên cả du lịch và dịch vụ. Sản lượng hương liệu nước hoa và hương liệu thực phẩm của thành phố chiếm một nửa sản lượng toàn quốc và đạt gần 10% sản lượng thế giới.
Du lịch chiếm vị trí thứ hai trong các ngành kinh tế chủ lực của Grasse, với hơn hai triệu khách mỗi năm, nhờ ở gần các khu nghỉ dưỡng duyên hải vùng Côte d’Azur, nhờ khí hậu đặc biệt ôn hoà, di sản lịch sử và các truyền thống địa phương. Tuy nhiên, chỉ với 21 khách sạn và 1.476 giường (số liệu 2016, không kể những hình thức lưu trú khác như khu cắm trại, căn hộ tư nhân, v.v.), vùng Grasse không đủ năng lực tiếp nhận số khách du lịch hàng năm.
Lĩnh vực kinh tế quan trọng khác là ngành phân phối bán lẻ: năm 2012, Grasse có 13 cơ sở bán lẻ ở quy mô siêu thị.
Số liệu đến 15/10/2018 cho thấy có 10.031 xí nghiệp đăng kí hoạt động thuộc mọi lĩnh vực trên địa bàn thành phố Grasse.
Sau đây là những xí nghiệp lớn đặt hội sở tại Grasse (chỉ liệt kê những xí nghiệp có doanh số trên 30 triệu euro năm 2017):
| Tên xí nghiệp                               | Mã vùng | Thành phố | Ngày thành lập | Doanh số 2017 |
| Robertet                                    | 06130   | Grasse    | 01/01/1850     | 232.272.498€  |
| International Flavors & Fragrances (France) | 06130   | Grasse    | 21/04/1983     | 122.858.203€  |
| Soc Charabot                                | 06130   | Grasse    | 01/01/1799     | 108.363.634€  |
| Tournaire SA                                | 06130   | Grasse    | 01/01/1955     | 59.865.910€   |
| Les Parfumeries Fragonard                   | 06130   | Grasse    | 29/12/1995     | 57.696.337€   |
| Firmenich Grasse                            | 06130   | Grasse    | 01/12/1986     | 55.715.245€   |
| Expressions Parfumées                       | 06130   | Grasse    | 22/02/1982     | 55.500.579€   |
| Kerry Flavours France                       | 06130   | Grasse    | 11/10/2011     | 48.379.423€   |
| Soc Astier Demarest                         | 06130   | Grasse    | 01/01/1955     | 31.808.845€   |
| Jean Niel                                   | 06130   | Grasse    | 01/01/1957     | 30.658.464€   |
| Bertrand Vigouroux SA                       | 06130   | Grasse    | 01/01/1959     | 30.348.537€   |

### Kinh tế-xã hội
Năm 2015, dân số từ 15 đến 64 tuổi tại Grasse được phân loại hoạt động như sau:
| Phân loại hoạt động          | Tỷ lệ  |
| Số dân hoạt động có việc làm | 64,4 % |
| Sinh viên                    | 8,0 %  |
| Về hưu                       | 5,3 %  |
| Thất nghiệp                  | 11,1 % |
| Số dân không hoạt động khác  | 11,2 % |

Thành phần xã hội nghề nghiệp của số người có việc làm năm 2015:
|                                                                                             | Số người | %     |
| Số có việc làm tại Grasse                                                                   | 19.489   | 100,0 |
| Nông dân tự sản xuất                                                                        | 22       | 0,1   |
| Thủ công, thương nhân, chủ xí nghiệp                                                        | 1.740    | 8,9   |
| Cán bộ và lao động trí óc cấp cao                                                           | 2.591    | 13.3  |
| Lao động trung cấp                                                                          | 5.134    | 26,3  |
| Viên chức                                                                                   | 6.202    | 31,8  |
| Công nhân                                                                                   | 3.801    | 19,5  |
| Source: Insee, RP2015 exploitation complémentaire lieu de travail, géographie au 01/01/2017 |          |       |

Thu nhập bình quân hàng tháng của hộ gia đình ở Grasse năm 2014 đạt mức 2.160€ so với 2.237€ trong tỉnh Alpes-Maritimes.
So sánh mức sống tại Grasse với tỉnh, vùng và nước Pháp chính quốc năm 2014:
| Grasse                          | 1.700€/tháng    |
| Tỉnh Alpes-Maritimes            | 1.754€/tháng    |
| Vùng Provence-Alpes-Côte d’Azur | 1.675€/tháng    |
| Nước Pháp chính quốc            | 1.694€/tháng    |
| Mức lương tối thiểu (SMIC) 2014 | 1 445.38€/tháng |

Ghi chú: Ở Pháp, Viện Thống kê và Nghiên cứu Kinh tế Quốc gia (INSEE) định nghĩa mức sống là thu nhập của một hộ gia đình chia cho số đơn vị tiêu thụ, mà hệ số tuỳ thuộc kích cỡ của hộ gia đình: người lớn đầu tiên trong hộ được tính là một đơn vị, mỗi người thêm vào trên 14 tuổi được tính là 0,5 đơn vị và mỗi trẻ con dưới 14 tuổi được tính là 0,3 đơn vị.

### Di sản và văn hoá địa phương
- Công trình lịch sử

- Tháp Sarrasine (la tour Sarrasine): tháp vuông cao 30 m, là tháp canh thời xưa.
- Toà Thị chính (Hôtel de ville).
- Các cơ sở nước hoa: Đây là điểm nhấn trong chuyến tham quan Grasse. Có ba cơ sở mở cửa cho công chúng đến thăm là Fragonard, Galimard et Molinard. Quy trình sản xuất nước hoa được giới thiệu ở mỗi nơi. Những bí quyết về ngành nước hoa của xứ Grasse đã được UNESCO công nhận là di sản văn hóa phi vật thể của nhân loại.
- Xưởng nước hoa Galimard ra đời năm 1747, là nơi cung cấp cho triều đình thời đó những sản phẩm về hương thơm.[40]
- Xưởng nước hoa Molinard được thành lập năm 1849, có trưng bày những mẫu lọ nước hoa xưa của các nhà sáng chế mỹ thuật nổi danh như Baccarat hay Lalique. Khách đến thăm được hướng dẫn tự chế mẫu nước hoa do chính mình pha trộn.[41][42][43]
- Xưởng nước hoa Fragonard được thành lập năm 1926. Xưởng có tổ chức nhiều nhà bảo tàng chuyên đề về nước hoa, về trang phục và về hội hoạ tại Grasse, Paris và Èze.[44]

- Nhà bảo tàng Fragonard: Được khánh thành năm 1921 tại biệt thự Clapier-Cabris, cơ sở này trưng bày các tác phẩm của hoạ sĩ Jean-Honoré Fragonard, thuộc trường phái rococo Pháp thế kỷ XVIII, và của các thành viên trong gia đình Fragonard.
- Nhà Bảo tàng Quốc tế về ngành nước hoa: Được thành lập năm 1989, nhà bảo tàng này trưng bày cho công chúng diễn tiến các kỹ thuật và 4.000 năm lịch sử ngành nước hoa trong đó có phần đóng góp đáng kể của Grasse.
- Nhà Bảo tàng Nghệ thuật và Lịch sử Provence cũng nằm trong biệt thự Clapiers-Cabris và trưng bày lịch sử của xứ Grasse.
- Nhà bảo tàng Hải quân: Tầng trệt của biệt thư Fragonard được dành cho Nhà bảo tàng Hải quân từ năm 2007, để vinh danh sự nghiệp của Đô đốc Hải quân François Joseph Paul de Grasse (1722-1788), đã góp công lớn trong chiến tranh giành độc lập của Hoa Kỳ.
- Trang trại Manon: cơ sở nuôi trồng hoa hồng và hoa nhài.
- Khu Vườn Công nương Pauline, đặt theo tên của Pauline Bonaparte, là em gái của Hoàng Đế Napoléon Đệ Nhất, bà từng lưu trú tại Grasse các năm 1807-1808 và rất yêu thích khu vườn.
- Nhà Bảo tàng Trang phục và Nữ trang vùng Provence lưu giữ một bộ sưu tập tư nhân về y phục phụ nữ của thế kỷ XVIII.
- Công trình tôn giáo

- Nhà thờ Notre-Dame-du-Puy de Grasse.
- Nhà thờ Plan de Grasse, xây dựng năm 1753.
- Nhà thờ Plascassier, xây dựng năm 1644.
- Nhà thờ Saint-Laurent (ở Magagnosc).
- Nhà thờ Notre-Dame-de-la-Miséricorde, còn gọi là Nhà nguyện Oratoire.
- Nhà thờ Saint-Jacques.
- Nhà thờ Visitation-Sainte-Marie.
- Và nhiều nhà nguyện và nhà thờ Tin Lành khác.

### Những nhân vật có mối liên hệ với Grasse
Ở thế kỷ XVI có Louis Bellaud, nhà thơ vùng Provence, sinh năm 1543 tại Grasse và cũng chết tại đó.
Ở thế kỷ XVIII có:
- Đô đốc Hải quân François Joseph Paul de Grasse (1722-1788): Ông chỉ huy đội chiến thuyền theo lệnh của vua Pháp Louis XVI để giúp quân nổi dậy Hoa Kỳ trong cuộc chiến giành độc lập của họ và đánh bại đội chiến thuyền Anh tại vịnh Chesapeake, hỗ trợ cho chiến thắng Yorktown trên bộ, là chiến thắng có tính quyết định trong cuộc chiến. Một trường trung học phổ thông tại Grasse mang tên ông.[52][53]
- Honoré Fragonard (1732-1799), nhà cơ thể học nổi tiếng với những tranh, tượng lột da về người và vật, phục vụ ngành y học và thú y.[54]
- Jean-Honoré Fragonard (1732-1806), hoạ sĩ thuộc phái rococo, thế kỷ XVIII.[55][56]
- François Roubaud (1749-1834), chính trị gia, đại biểu tỉnh Var, miền nam nước Pháp; sinh và chết tại Grasse.[57]
- Maximin Isnard (1758-1825), đại biểu tỉnh Var trong thời kỳ Cách mạng Pháp và từng là chủ tịch Quốc hội; sinh và chết tại Grasse.[58]
- Maximin-Joseph Emmanuel Guidal (1764-1812), sinh tại Grasse, tướng lĩnh quân đội dưới thời Cộng Hoà và Đế Chế Pháp. Do tham gia âm mưu đảo chính của tướng Malet chống Napoléon I, ông bị xử bắn ngày 29/10/1812 tại Paris.[59]
- Honoré Théodore Maxime Gazan (1765-1845), sinh tại Grasse, tướng lĩnh thời kỳ Đế Chế.[60]
- Napoléon I (1769-1821), hoàng đế nước Pháp, từng dừng chân tại Grasse trong hành trình xuất phát từ đảo Elbe để bắt đầu ‘Triều đại Một trăm ngày’ (20/3 – 08/07/1815). Hành trình này được gọi là Con đường Napoléon, đi qua thành phố Grasse, với điểm cuối là thành phố Grenoble.[61][62]
- Công nương Pauline Bonaparte (1780-1825) là em gái của Napoléon I, từng lưu trú tại Grasse từ năm 1811. Bà yêu thích khu vườn nay mang tên bà.[63]
- Hippolyte-Honoré-Joseph Court de Fontmichel, nhà soạn nhạc người Pháp (1799-1874), có thời gian dài sinh sống và soạn nhạc tại Grasse.[64] Chắt của ông, Hervé de Fontmichel (1936-2011), từng là Phó chủ tịch Hội đồng Tỉnh Alpes-Maritimes và Thị trưởng thành phố Grasse.[65]

Ở thế kỷ XIX:
- Nữ hoàng Victoria (1819-1901) của Vương quốc Anh, từng lưu trú tại Grasse và năm 1891 đến thăm khu vườn của Alice de Rothschild thuộc biệt thự Victoria.[66]
- Léon Chiris (1839-1900), chính trị gia và doanh nhân trong ngành công nghiệp nước hoa, sinh ra ở Grasse.[67]
- Alice de Rothschild (1847-1922), một phụ nữ có quốc tịch Pháp thuộc gia đình Rothschild là một gia đình gốc Đức-Do Thái có uy thế trong ngành ngân hàng và tài chính. Bà đã xây dựng lãnh địa Rothschild rộng 140 ha ở ngoại thành Grasse, trong đó có biệt thự Victoria và khu vườn rộng gần 3 ha, là nơi tiếp đón Nữ hoàng Victoria năm 1891 và thu hút nhiều nhân vật thuộc giới thượng lưu châu Âu.[66][68]

Ở thế kỷ XX:
- Ivan Bounine (1870-1953), nhà văn người Nga, giải Nobel văn chương năm 1933. Ông sống cùng vợ tại Grasse. Tượng của ông được đặt tại Biệt thự Sainte-Hilaire.[69]
- Gaston Guigonis (1913-1994), sinh tại Grasse, là phi công chiến đấu trong hàng ngũ nước Pháp tự do trong Chiến tranh thế giới thứ II và được trao Huân chương Giải phóng (Compagnon de la Libération). Sau chiến tranh ông là kỹ sư ngành lâm nghiệp công tác tại châu Phi.[70]
- Eliane Diverly (1914-2012), sinh tại Grasse trong một gia đình chuyên về nước hoa, bà trở thành hoạ sĩ với những đề tài về chân dung, thú vật và phong cảnh. Tác phẩm của bà được trưng bày tại Nhà bảo tàng Fragonard ở Grasse, Nhà bảo tàng Saint-Maur và Nhà bảo tàng Sceaux.[71]
- Édith Piaf (1915-1963), nữ ca sĩ thành danh người Pháp, chết tại nhà riêng của bà tại Plascassier, Grasse.[72]
- Gérard Philipe (1922-1959), diễn viên sân khấu và điện ảnh Pháp, đã lớn lên tại Grasse. Người ông nội từng là thị trưởng thành phố Grasse.
- Charles Pasqua (1927-2015), sinh tại Grasse, là chính trị gia người Pháp và từng là bộ trưởng bộ nội vụ.
- Jacques-Louis Lions (1928-2001), một người con của xứ Grasse, là nhà toán học có công phát triển ngành toán học ứng dụng ở Pháp, Chủ tịch Viện Hàn lâm Khoa học (1997-1999). Con của ông là Pierre-Louis Lions, cũng sinh tại Grasse năm 1956, là nhà toán học Pháp đoạt giải thưởng Fields năm 1994.[73]
- Charly Loubet sinh tại Grasse năm 1946. Cầu thủ bóng đá và huấn luyện viên sinh hoạt với các đội AS Cannes, OGC Nice Lưu trữ ngày 4 tháng 11 năm 2018 tại Wayback Machine, Olympic Marseille và đội tuyển quốc gia Pháp. Cùng với đội Olympique Marseille đoạt chức vô địch Pháp năm 1971.[74]
- Didier Sustrac là một ca sĩ và nhà soạn nhạc, sinh tại Grasse năm 1959. Ông cũng có soạn sách cho thiếu nhi.[75][76]
- Eugénie Le Sommer sinh năm 1989 tại Grasse, là nữ cầu thủ bóng đá chơi ở vị trí tiền đạo và trung vệ cho đội Olympique Lyonnais và liên tục tham gia đội tuyển quốc gia Pháp từ năm 2004 đến nay 2018 (đá 156 trận và ghi lưới 73 lần). Cô đạt nhiều danh hiệu quốc tế và giải thưởng cùng với đội tuyển quốc gia.[77]
- Gilbert Bellone sinh năm 1942 tại Grasse. Là tay đua xe đạp nhà nghề từ 1961 đến 1973. Đạt nhiều thứ hạng cao ở các giải đua châu Âu.
- Olivier Polge sinh năm 1974 tại Grasse, là nhà chế tác nước hoa. Sau nhiều năm làm việc với một số doanh nghiệp quốc tế trong ngành nước hoa, ông về hãng Les Parfums Chanel năm 2013 và hai năm sau đó tiếp nhận công việc của người cha là Jacques Polge trong cùng hãng. Ông đạt giải thưởng quốc tế về nước hoa năm 2009 nhờ năm chế phẩm. Năm 2016 hãng Chanel tung ra thị trường chế phẩm No 5 L’Eau do ông tạo ra, là một sản phẩm phái sinh của Chanel No 5.[78][79]
- Aurore Guitry sinh năm 1980 tại Grasse, là đạo diễn, tác giả tiểu thuyết và nhà phiên dịch.[80]

Ở thế kỷ XXI:
- Jean Bellec (1920-2002), Huân chương Giải phóng (Compagnon de la Libération), chết tại Grasse.
- Thomas Touré sinh tại Grasse năm 1993, cầu thủ bóng đá chuyên nghiệp chơi ở vị trí tiền đạo, mang hai quốc tịch Bờ Biển Ngà và Pháp. Từng sinh hoạt với các đội US Cannes Boca, AS Cannes, Girondins de Bordeaux và Angers SCO; tham gia đội tuyển quốc gia Pháp năm 2011 và đội tuyển quốc gia Bờ Biển Ngà năm 2016.[81]
- Martin Esposito sinh tại Grasse năm 1977, đạo diễn và diễn viên.[82]

### Cơ sở hoạt động văn hóa
- Nhà hát kịch Grasse: có 487 ghế và 11 chỗ dành cho người có khuyết tật về vận động. Nội dung hoạt động trình diễn đa dạng, có những thể loại kịch, nhạc kịch, múa, nhạc, xiếc, tấu hài, và các xưởng sáng tác.[83]
- Trường Nhạc Thành phố Grasse: Là một cơ sở giáo dục nghệ thuật công lập, với quy mô 500 học viên, giảng dạy gần 40 bộ môn nhạc, có một đội ngũ hành chính và sư phạm gồm 35 người.[84]
- Nhà Văn hóa Altitude 500, trong đó có hồ bơi Altitude 500.[85]
- Rạp chiếu phim « Cinéma Studio ».
- Câu lạc bộ Văn hóa xứ Grasse.[86]
- Các tổ chức hội về văn hóa, như: Hội 'Lei Baisso Luserno' (về ca múa các vũ điệu vùng Provence).[87]

### Hoạt động văn hóa và lễ hội
Grasse tổ chức hoạt động văn hoá và lễ hội quanh năm, nhưng nhiều nhất vào các mùa cao điểm du lịch, tập trung vào ngành hương liệu và các truyền thống địa phương.
Lễ hội hoa nhài diễn ra đầu tháng tám. Truyền thống này bắt đầu từ năm 1946.
Triển lãm quốc tế hoa hồng ‘Exporose’ được tổ chức tháng năm, bắt đầu từ năm 1972. Sự kiện lần thứ 48 diễn ra từ ngày 10 đến 13/05/2018.
Bio Grasse ra đời năm 1996, thường diễn ra đầu tháng chín với một phiên chợ tập hợp các sản phẩm hữu cơ, các sinh hoạt theo chủ đề nông nghiệp hữu cơ, phát triển bền vững và sinh thái.
Olivéa là lễ hội trái ô-liu diễn ra vào tháng sáu. Nó cũng là dịp để trưng bày và thúc đẩy sự phát triển những sản phẩm nông nghiệp truyền thống vùng Provence.
Những ngày hương thơm (Les Journées du parfum) được tổ chức trong tháng tư tại Dinh Hội nghị thành phố Grasse và xoay quanh các chủ đề về mùi hương và các hương liệu. Trước đây sự kiện này từng mang tên Vénusia và nội dung tập trung vào mỹ phẩm và nước hoa.
Một sự kiện cũng về hoa hồng là Lễ hội Centifolia diễn ra tháng năm tại làng Plascassier. Đây là dịp để tôn vinh chủng loại hoa hồng đặc biệt này và thúc đẩy ngành công nghiệp hương liệu và cũng là đầu tàu kinh tế của Grasse.
Hội nghị quốc tế về hương trị liệu và cây thuốc (Symposium international d'aromathérapie et plantes médicinales - Phyt'Arom Grasse) được tổ chức từ hơn 17 năm qua tại Grasse, thường là vào tháng mười hàng năm.
Liên hoan kịch học đường (Festival des Didascalies) thường diễn ra vào tháng năm và quy tụ gần 20 nhóm kịch trường học, nhiều nhất là từ trường Fénelon và trường St. Jacques.
Tuần lễ điện ảnh (Festival "Les toutes premières fois") diễn ra hàng năm trong tháng tư, có công chiếu những bộ phim dài và những thước phim ngắn. Các giải thưởng Jasmin d’Or và Lavandes d’Or được trao cho phim ngắn và đoạn video xuất sắc. Ngoài ra con có giao lưu giữa công chúng và các nhà làm phim.

### Grasse trong văn học và phim ảnh
Khung cảnh của Grasse hiện diện trong một số tiểu thuyết và phim như:
- Le Moulin du Rossignol của Georges Caméra (truyện ngắn, giải thưởng văn học thành phố Grasse năm 2005); các tác phẩm của G. Caméra thường miêu tả cuộc sống vùng Alpes-Maritimes, nhất là Cannes và Grasse, trong nửa đầu thế kỷ XX.[97][98]
- Le Parfum (Mùi Hương) của Patrick Süskind, tiểu thuyết xuất bản năm 1985; một phần nội dung diễn ra tại Grasse. Năm 2006, đạo diễn Tom Tykwer cho ra mắt phim cùng tên, lấy ý tưởng từ tiểu thuyết của P. Süskind; một trong các địa điểm thu hình cũng là Grasse.[99]
- Dans un grand vent de fleurs, tiểu thuyết xuất bản năm 1991 của Janine Montupet (1919-2012), được chuyển thể thành phim truyền hình nhiều tập năm 1996 bởi Gérard Vergez. Khung cảnh trong tiểu thuyết cũng như địa điểm thu hình đều là Grasse.[100][101]
- Trong loạt phim truyền hình nhiều tập thể loại trinh thám Une femme d’honneur (1996) do Eric Kristy thực hiện, bắt đầu từ mùa 7 các diễn biến trong phim có bối cảnh tại Grasse.[102][103]
- Phần ngoại cảnh trong phim Fanfan la tulipe (1952) của đạo diễn Christian-Jaque được thực hiện phần lớn tại Grasse. Gérard Philipe và Gina Lollobrigida thủ các vai chính.[104][105]
- Meurtres à Grasse, phim truyền hình thuộc thể loại trinh thám do Karim Ouaret thực hiện (2016), lấy bối cảnh là các xưởng nước hoa ở Grasse.[106][107]

### Thành phố kết nghĩa
- Kazanlak,  Bulgaria
- Ingolstadt,  Đức
- Opole,  Ba Lan
- L'Ariana,  Tunisia
- Carrara,  Ý
- Murcia,  Tây Ban Nha
- Marblehead, Massachusetts,  Hoa Kỳ